# The Tales of Beatrix Potter
The Tales of Beatrix Potter é um filme de ballet de 1971 baseado nas histórias infantis da autora inglesa Beatrix Potter. O filme foi realizado por Reginald Mills, com coreografia de Sir Frederick Ashton (que protagonizou a personagem de Mrs. Tiggy-Winkle), e a presença dos dançarinos do Royal Ballet. A música esteve a cargo de John Lanchbery que inclui óperas de Michael Balfe e Sir Arthur Sullivan, e foi interpretada pela orquestra da Royal Opera House.